# Petit Caucase
Pour les articles homonymes, voir Caucase (homonymie).

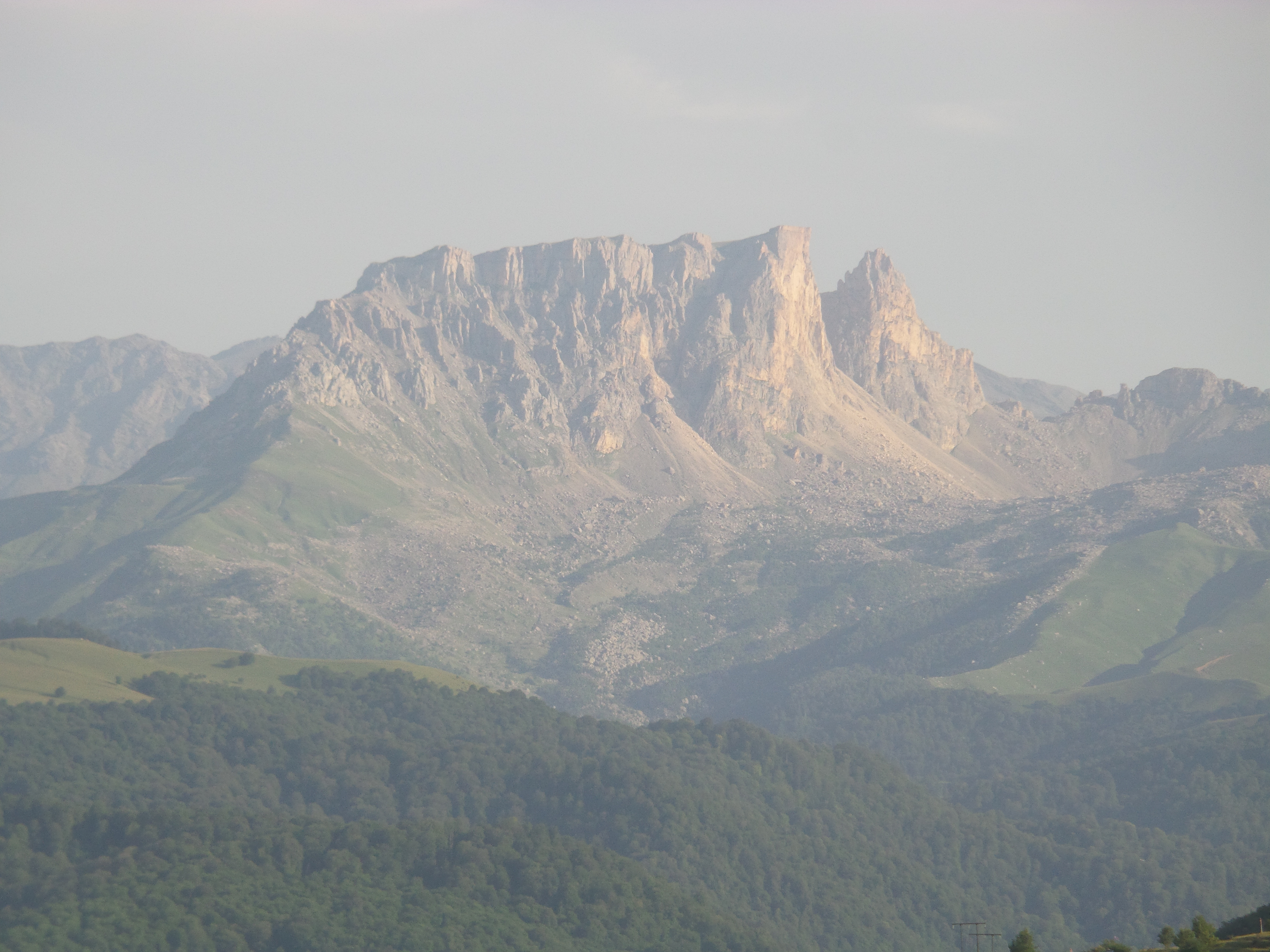
Le mont Kapaz, ou Kepez, dans le Petit Caucase.

Le Petit Caucase (arménien : Փոքր Կովկաս ; azéri : Kiçik Qafqaz Dağları ; géorgien : მცირე კავკასიონი), ou Caucase mineur, est une des deux chaînes de montagnes du Caucase, longue de près de 600 km. La chaîne montagneuse du Petit Caucase s'étend du sud-est au nord-ouest, au sud de la chaîne du Grand Caucase et marque la limite du haut-plateau arménien.
Le Petit Caucase est relié au Grand Caucase par la chaîne de montagnes de Sourami (ou Likhi), et en est séparé par le pays de Colchide à l'ouest et la vallée du fleuve Koura à l'est. Vers l'ouest, en Turquie, le Petit Caucase trouve son prolongement dans la chaîne pontique qui longe la côte sud de la mer Noire.
Son point culminant est l'Aragats, un volcan isolé d'Arménie qui s'élève à 4 095 m et domine le haut-plateau arménien lui-même situé à plus de 1 000 m d'altitude. En Géorgie, le Petit Caucase culmine au Didi Abouli (3 300 m).
Les frontières de la Géorgie, de l'Arménie et de l'Azerbaïdjan traversent la chaîne du Petit Caucase. Une partie de la ligne de crête correspond peu ou prou à la frontière entre l'Arménie et l'Azerbaïdjan.
Anciennement, la chaîne était nommée Anti-Caucase (grec : Αντι-Καύκασος ; russe : Антикавка́з, Анти-Кавка́з). Le terme est tombé en désuétude mais peut être rencontré dans certaines publications du XXe siècle,.

## Subdivisions
- Massif du Zanguezour, culminant au Kaputjugh (3 904 m).
- Chaîne du Gegham, culminant à l'Ajdahak (3 597 m).
- Massif du Djavakheti, culminant à l'Achkasar (3 196 m).
- Chaîne d'Aboul-Samsari (en) dont le Didi Abouli (3 300 m), le mont Samsari (3 285 m) et le Chavnabada (2 929 m) sont parmi les plus hauts sommets.
- Chaîne de Mourovdag culminant au mont Gamish (3 724 m, aussi appelé Gomshasar).